# Broeders in Christus

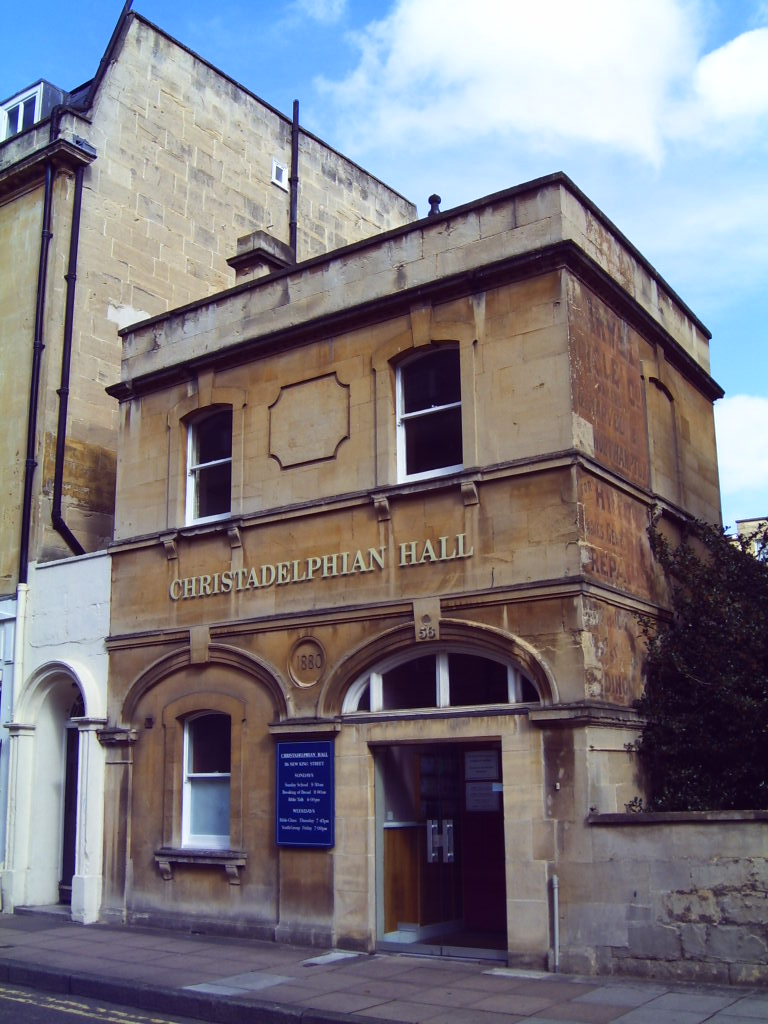
De Christadelphian Hall in Bath (Engeland)

Broeders in Christus of christadelphians zijn een niet-trinitarische christelijke denominatie, gesticht in de 19e eeuw in de Verenigde Staten door Dr. John Thomas. De beweging heeft vooral aanhang in de Engelstalige wereld en een aantal Afrikaanse landen.

## Geschiedenis

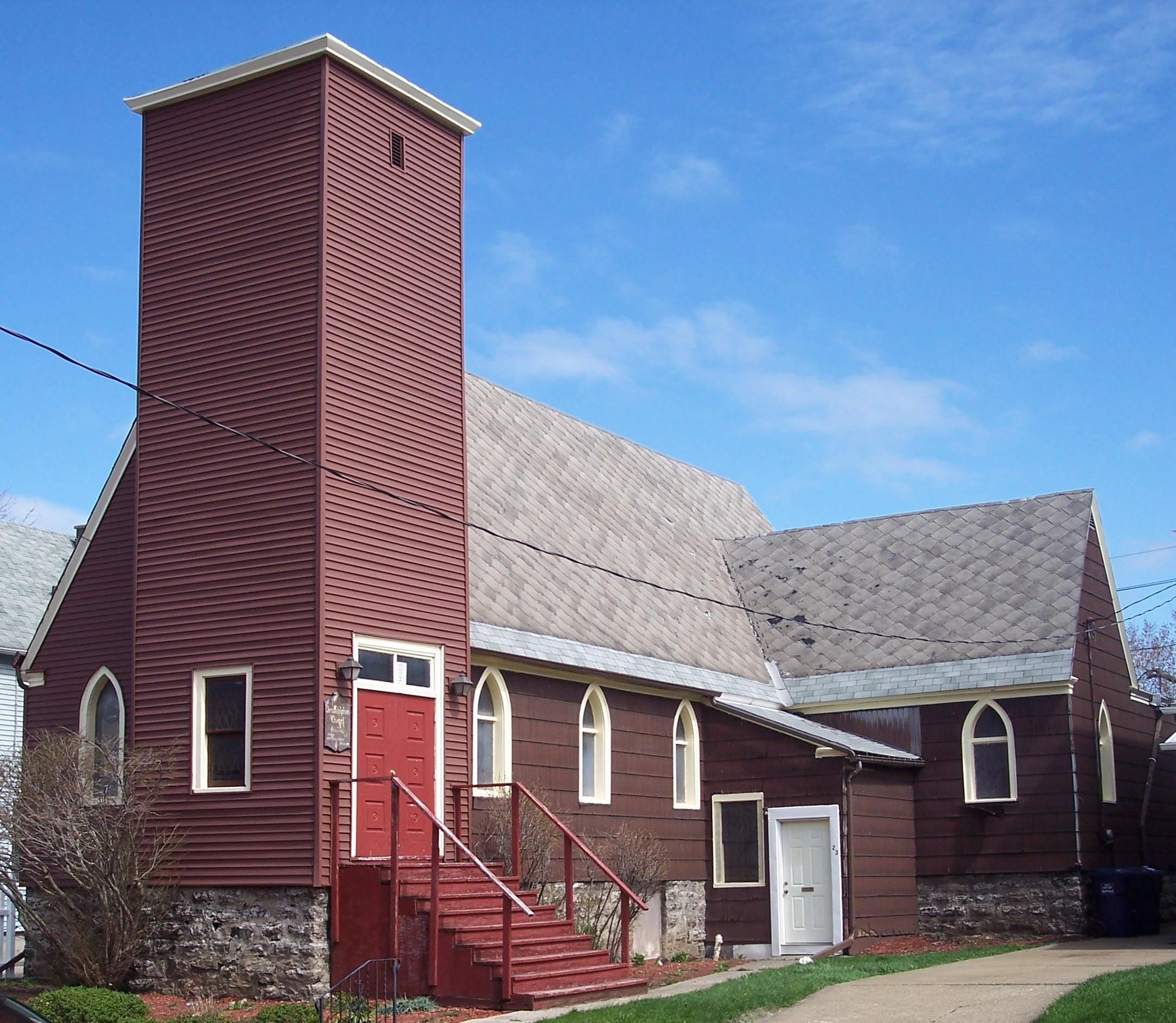
Een Christadelphian Chapel in Buffalo, NY.

Het ontstaan der christadelphians is te herleiden tot de bekeringservaringen van John Thomas, een arts die van Engeland naar de Verenigde Staten emigreerde en in 1832 zich aansloot bij de Restoration Movement van Alexander Campbell. Volgens een geliefde anekdote onder christadelphians zou zijn schip bij de overtocht bijna schipbreuk geleden hebben, maar deze episode is mogelijk hagiografisch. Na een paar jaar verslechterde de relatie tussen de twee, onder meer vanwege het belang dat Thomas legde op leerzuiverheid en geloofsbelijdenissen bij de doop, en in 1837 werd Thomas uit de beweging gezet (disfellowshipped). Hij ontmoette William Miller in 1843, maar werd zelf geen volgeling ("millerite"). In 1846 trok hij naar New York om een lezingenreeks te houden en van 1848 tot 1850 gaf hij lezingen in het Verenigd Koninkrijk, waar hij in Schotland Robert Roberts bekeerde. Hij had eerder al medestanders gevonden, maar na zijn terugkeer begon hij de gemeenschap van de christadelphians, nog niet bekend onder deze naam, institutioneel vorm te geven. Vanaf 1864 bezigde men de naam christadelphians, omdat de beweging een denominatie wou vormen om te voldoen aan de strenge wetseisen voor gewetensbezwaarden tijdens de Amerikaanse Burgeroorlog. Hiervoor moest men namelijk zich registreren als denominatie onder een vaste naam. In 1871 overleed Thomas en werd hij opgevolgd door Robert Roberts. Deze beide leiders staan in de beweging bekend als "de pioniers" en hebben nog steeds veel aanzien. Thomas heeft zichzelf nooit een profetische status toegekend, hij zag zichzelf als iemand die de christelijke geloofsopvattingen uit de eerste eeuw herontdekte.
Onder Roberts werd de beweging geconsolideerd en kwam de klemtoon meer te liggen op het aanvaarden van Thomas' opvattingen als gezaghebbend dan op zelfstandig individueel onderzoek van de Bijbel. Hij bestuurde ook het tijdschrift The Christadelphian en speelde een sleutelrol in de verspreiding van de christadelfische geloofsopvattingen in Australië en Nieuw-Zeeland, twee landen die qua ledenaantal belangrijk zijn voor deze vrij kleine gemeenschap.

## Organisatie
De christadelfische organisatie heeft de lokale gemeente, genaamd ekklèsia, als belangrijkste eenheid. De term kerk wordt binnen de geloofsbeweging in verhouding tot zichzelf vermeden, omdat men deze associeert met trinitarische kerkgenootschappen. Men kent geen professionele voorgangers, een of meerdere mannelijke leden worden door de gemeente verkozen om voor te gaan. Vrouwen dragen meestal hoofdbedekking tijdens gebeden, zijn niet verkiesbaar voor het dagelijks bestuur en mogen niet voorgaan als er ook mannelijke gelovigen aanwezig zijn. Wel mogen ze vrouwen, kinderen en niet-leden onderwijzen en deelnemen aan besluitvorming, en ook rituelen bedienen als er geen mannelijke leden aanwezig zijn.
Christadelphians hebben geen centraal bestuur; elke ekklesia is autonoom. Wel erkennen vele ekklesias elkaar wederzijds, een groep van wederzijds erkende ekklesias wordt door christadelphians een fellowship genoemd. De grootste fellowship is de Central Fellowship of Amended Fellowship. Er zijn echter verschillende 'afgesplitste' groepen, waarvan de Unamended Fellowship de grootste is. In de praktijk is de betekenis van deze verdeeldheid beperkt, maar het verschil tussen Amended en Unamended kan in Noord-Amerika nog wederzijds tot uitsluiting van "brood breken" (avondmaal) leiden. Een aantal andere groepen delen min of meer dezelfde amended geloofsbelijdenis als de Central Fellowship. De beweging als geheel wordt door de geloofsleden soms als Christadelphia betiteld.
De Broeders in Christus hebben wereldwijd leden en kerkgemeenschappen, met een concentratie in de Engelstalige wereld. De landen met de grootste gemeenschappen zijn Australië (ong. 10.000 leden), Mozambique (ong. 18.000 leden), Malawi en het Verenigd Koninkrijk (ong. 8.200 leden). In de VS zijn er zo'n 6.500 christadelphians en zijn er in 36 staten georganiseerde ekklesias. In 2008 werd geschat dat de geloofsgemeenschap rond de 50.000 leden had wereldwijd. Het aantal leden in Nederland is onbekend. In België zijn er slechts zeer weinig gedoopten en wordt meer de Engelstalige naam Christadelphians verkozen om geen verwarring te zaaien met de aldaar langer aanwezige Katholieke Broeders in Christus en kloosterlingen Broeders van Christus. De Broeders in Christus innen geen tienden en zijn in plaats daarvan afhankelijk van vrijwillige donaties van leden. De gemeenschap heeft een grote hoeveelheid drukwerk geproduceerd. De volledige literatuurlijst gaat tot zo'n 1000 publicaties.

## Voornaamste geloofspunten
- De Bijbel is het door God ingegeven Woord. Men gelooft dat een oorspronkelijke versie van ieder Bijbelboek vrij geweest zou zijn van feilen.
- Jezus Christus is de perfecte mens, de Zoon van God en de Messias, maar niet God zelf en bestond niet al voor zijn geboorte.
- Christus zal naar de aarde terugkomen en daar het Koninkrijk van God verwezenlijken. De geloofsgemeenschap heeft een sterk eschatologische insteek die zeer gericht is op Israël.
- Dood is onbewustheid. Broeders in Christus verwerpen de onsterfelijkheid van de ziel en het geloof in een voorwaardelijke onsterfelijkheid.
- Voor de hel nemen de Christadelphians de Oude Testamentische betekenis van het “graf”. In het Nieuwe Testament duidt het ofwel “graf” aan ofwel de vallei van Hinnom, welke werkelijk een vallei te Jeruzalem is. Er werd dan verwezen naar de plaats waar de lijken werden verbrand en betekende aldus ook de laatste rustplaats of het graf.
- Doopsel is complete onderdompeling in water als volwassene.
- De Heilige Geest is de Kracht van God, en daarmee dus geen apart wezen.
- Satan is geen bestaand wezen of engel, maar staat symbolisch voor menselijke verdorvenheid of slechtheid. Het kwaad in de wereld komt door de menselijke verdorvenheid of slechtheid, en wordt niet toegeschreven aan een duistere macht.[4][5][6][7]
- Er is geen onderscheid tussen leken en geestelijken. Elk lid mag in principe alle rituelen bedienen, hoewel vrouwen geen rituelen bedienen in het bijzijn van mannelijke gelovigen.
- Militaire dienst wordt afgewezen. Leden mogen geen dienstplicht vervullen. De denominatie is echter niet pacifistisch en oorlogen worden als onvermijdelijk en een mogelijk teken van de eindtijd opgevat.
- Politieke betrokkenheid wordt vermeden. Veel christadelphians stemmen niet.
- De leren van de meeste andere kerken worden afgewezen als het "Groot Schisma" (niet te verwarren met het Groot Schisma tussen het oosters-orthodoxe en het Rooms-katholieke christendom). Anderzijds ontdekt men graag voorlopers in eerdere groepen van christelijke dissidenten.

## Andere opvattingen
Aanvaarding van de leerstellingen wordt als belangrijk gezien, afwijking van leerstellingen die als centraal worden ervaren kan een reden vormen om iemand uit een ekklesia te zetten. De manier van omgang met de Bijbel is conservatief en heeft veel weg van het fundamentalisme, hoewel men niet per se inzichten uit de moderne Bijbelwetenschap afwijst.
De gemeenschap heeft geen officiële leer aangaande evolutie. De meerderheid van de Broeders in Christus gelooft in een jonge aarde van ongeveer zesduizend jaar oud of een vernietiging en herschepping van de aarde zesduizend jaar geleden, en koppelt dit vaak aan een eschatologisch schema van een zevenduizendjarenplan, maar een minderheid hangt de evolutietheorie aan. John Thomas accepteerde negentiende-eeuwse denkbeelden over de leeftijd van de aarde en geloofde in het bestaan van preadamieten.
Ook wat abortus provocatus betreft, geldt er geen officiële lijn. Wederom staan de meeste christadelphians negatief tegenover abortus en beschouwen velen het als moord, maar de praktijk wordt door ekklesias doorgaans aan het persoonlijk geweten overgelaten. Men wijst kerkelijke inmenging in abortusbeleid wel af.
Homoseksualiteit wordt als een zonde beschouwd en men stelt dat gelovigen na bekering zich dienen te onthouden van seksuele omgang met hetzelfde geslacht.
Israël speelt een grote rol in de toekomstverwachtingen van de christadelphians en men volgt politieke ontwikkelingen en oorlogen in het Midden-Oosten op de voet. Desondanks is de denominatie niet bijzonder geïnteresseerd in evangelisatie in Israël en hangt zij ook het zionisme niet aan.

## Geloofsbijeenkomsten
De Broeders in Christus komen regelmatig samen om het brood te breken ter herinnering aan de dood van Jezus. De samenkomsten vinden bij de leden thuis plaats of in kleine zalen. Geloofsbijeenkomsten worden vaak "herdenkingsbijeenkomsten" (memorial meetings) genoemd. Hun diensten zijn eenvoudig en de bijeenkomsten zijn gebaseerd op hoe die plaatsgevonden zouden kunnen hebben in de eerste eeuw van het christendom. Sommige ekklesias bezitten eigen gebouwen, in Australië worden ze vaak ecclesias of (assembly) halls genoemd, in het VK vaak halls, in de VS vaak chapels.

## Kritiek en typologie
Christadelphians worden bekritiseerd door andere christenen wegens hun verwerping van de heilige drie-eenheid, wat er toe leidt dat zij soms worden afgedaan als een sekte, bijvoorbeeld door de Amerikaanse calvinistische predikant Matthew Slick. De socioloog Bryan Wilson heeft de groep bestudeerd en concludeerde dat het "een stabiele introverte religieuze beweging" is. Romain Delpeuch stelt dat de meeste ekklesias en fellowships als denominaties te beschouwen zijn, terwijl sommige sekteachtig (cult-like) aandoen, en dat ze in dogmatisch opzicht een afscheidingsgroep (sect) vormen. De BBC plaatst de groep bij de protestantse kerken. De Broeders in Christus zien zichzelf in de regel niet als protestants en beschouwen de meeste protestantse kerken als schismatisch, ook al erkennen ze zelf wel graag overeenkomsten met sommige protestantse groepen als de menisten op het punt van geweldloosheid. Er zijn overeenkomsten met andere restaurationistische groeperingen; onder Thomas vonden er immers contacten plaats met zowel de Stone-Campbellbeweging onder Alexander Campbell en met de millerites van William Miller. Vrijzinnige unitarische bewegingen worden door de gemeenschap ook als schismatici gezien.
Ook worden christadelphians vaak nogal gemakkelijk op één hoop gegooid met Jehova's getuigen en zevendedagsadventisten. In tegenstelling tot beide groepen doen christadelphians relatief weinig aan evangeliseren en in tegenstelling tot Jehova's getuigen wijzen ze bloeddonaties in de regel niet af en kennen ze geen centraal gezag.